# La Flagel·lació (Huguet)
La Flagel·lació és una predel·la obra de l'artista del gòtic català Jaume Huguet datada entre 1462-1475. Formava part del desaparegut Retaule de Sant Marc de Bernat Martorell que s'ubicava a la capella de Sant Marc de la catedral de Barcelona encarregat per la Confraria de Mestres Sabaters de Barcelona. Del retaule no se'n tenen notícies del seu destí quan va ser substituït el 1683, ni es coneix la seva estructura i contingut, ja que, tot i estar esmentat a les visites pastorals entre 1496 i 1530, no hi consta cap descripció. L'emblema d'aquesta confraria, representat per un tapí, apareix esculpit als muntants de l'estructura, entre els símbols dels evangelistes.
El cos del retaule, actualment desaparegut, va ser realitzat entre 1437 i 1443.

## Autor
Jaume Huguet (Valls, 1412 - Barcelona, 1492) fou un pintor gòtic català amb un estil que va evolucionar del gòtic internacional cap a les innovacions incorporades des de la pintura flamenca. La seva formació es va realitzar entre València, Tarragona i Barcelona, si bé no es descarta que pogués haver visitat Sardenya o Nàpols, que formaven part de la Corona d'Aragó. Va desenvolupar la seva màxima activitat a Barcelona a partir de 1448, on va crear un taller que pràcticament va monopolitzar la realització de retaules a Catalunya durant la segona meitat del segle xv, un cop morts Bernat Martorell i Lluís Dalmau. El seu taller va incorporar els seus deixebles i també membres de la família Vergós amb qui va mantenir una estreta relació personal i que són considerats coautors d'aquest retaule.
Una part important de la seva obra s'ha perdut en revoltes que han destruït les esglésies que les contenien i la majoria d'obres conservades són panells de retaules que han estat desmuntats.

## Tema
La taula recull l'escena de la flagel·lació de Jesús, un dels episodis del Via Crucis o cicle de la Passió de Jesús.
Segons el Nou Testament, Jesús va ser arrestat a Getsemaní després del Sant Sopar amb els dotze apòstols, i obligat a ser jutjat pel Sanedrí, Pilat, i Herodes Antipas, abans de ser lliurat per a ser crucificat. Després de ser fuetejat, va ser ridiculitzat pels soldats romans com el "rei dels Jueus", va ser vestit amb una capa morada, coronat amb espines, el varen colpejar i escopir, mentre es dirigia cap al lloc de la crucifixió.
L'esdeveniment de la flagel·lació està recollit als quatre evangelis, als anomenats evangelis apòcrifs, i en els sermons, visions o escrits dels sants i pares de l'Església.
Als evangelis no es recull que fos lligat a una columna, ja que esmenten el càstig del flagell però sense descriure els detalls. És el cas de Mateu 27:26, que narra: «després de fer assotar Jesús, el va entregar perquè fos crucificat», i de Marc 15:15 qui recull que: «...va entregar Jesús, després de fer-lo assotar, perquè fos crucificat». Per la seva banda, a Joan 19:1 s'introdueix un element de confusió, ja que situa l'assotament abans del pronunciament de la sentència, com si fos un intent de Pilat de calmar al poble quan l'habitual era que l'assotament es portés a terme una vegada conclòs el procés. Per acabar, a Lluc 23 16:22, només esmenta «El faré assotar per escarmentar-lo i el deixaré lliure».
A l'evangeli apòcrif conegut com a Evangeli de Nicodem, també anomenat Actes de Pilat, al seu capítol IX, verset 11, diu: «El teu poble t'ha desmentit com a rei. Per això he decretat que en primer lloc siguis flagel·lat, d'acord amb l'antic costum dels reis pietosos, i que després siguis penjat de la creu a l'hort on vas ser capturat».

## Història
La que actualment és la tercera capella del costat de l'Evangeli de la catedral de Barcelona va ser la darrera capella construïda a la segona fase del temple, que es va acabar a mitjan segle xiv. El 1349 va ser consagrada sota l'advocació de sant Marc, traslladant-s'hi el gremi de sabaters que, fins a aquell moment, havia estat a una capella del claustre. En aquesta nova ubicació varen instal·lar un retaule pintat l'any 1346 per Arnau Bassa dedicat a sant Marc i sant Anià.
L'any 1431, aprofitant l'ampliació de la catedral, els sabaters es varen traslladar a la segona capella del mateix costat, on avui continua l'advocació de sant Marc. Aquesta capella, fruit de l'ampliació de la catedral, era nova i de major capacitat, fet que varen aprofitar per instal·lar, el 1443, un retaule de Bernat Martorell amb la predel·la de la Flagel·lació de Jaume Huguet, traslladant l'obra d'Arnau Bassa a la Col·legiata Basílica de Santa Maria de Manresa, on es conserva actualment.
De la realització d'aquest nou retaule gòtic es conserva una àpoca de 520 florins d'or d'Aragó a favor de Bernat Martorell, datada el 15 de setembre de 1439. També consta la seva presència a l'esmentada capella a les visites pastorals documentades entre 1496 i 1530. Es desconeix la composició del retaule i on es va ubicar quan va ser substituït per l'actual retaule barroc, obra de l'escultor Bernat Vilar acabat el 1683.
La següent informació documentada és de 1863 en què apareix en una ressenya de Valentí Carderdera sobre les obres que hi havia a la catedral de Barcelona, i el 1911 va ser recollit en un llibre d'Émile Bertaux, el primer historiador que va atribuir la taula a Huguet. També a començaments del segle xx es realitza la primera fotografia d'aquesta taula a partir de la qual es varen realitzar els comentaris d'historiadors com Ainaud, Post o Gudiol. Es desconeix la seva ubicació fins que el 1953 Julián Gállego identifica la pintura en una exposició a les galeries Charpentier de París on constava com d'autor anònim, tal com ho descriu en un article de la revista Destino. Pocs anys més tard, el 1967, va ser adquirida pel Museu del Louvre amb la participació de la Societat d'Amics del Louvre, després d'una llarga negociació en què l'Ajuntament de Barcelona també va optar per la seva adquisició.
L'estat de conservació de la taula és molt bo, probablement perquè aquesta predel·la estava protegida per una altra taula que es col·locava davant seu i es retirava per les celebracions, segons consta a la visita pastoral de 1498.

## Descripció
Huguet planteja l'escena en un interior noble, com si es tractés d'un palau, dins una ampla sala que té una columna al centre. L'escena recull el moment en què Ponç Pilat ordena el suplici al mig d'un nodrit grup d'espectadors. Crist rep les fuetades de dos botxins mentre un àngel li eixuga la cara i altres dos recullen la seva sang.
L'autor compon la columna on està lligat Jesús com si formés part de l'estructura de l'edifici i la situa en un eix central, perpendicular de la quadrícula que forma el paviment. La columna conforma així el centre de rotació del nucli figuratiu amb els àngels i els botxins envoltant-la.
La distribució d'espais és similar a les taules centrals de retaules contemporanis que situen el personatge principal centrat i dempeus envoltat d'un terra rematat per un muret al fons i que conforma una terrassa amb paisatge al fons. Habitualment, també hi ha murs laterals, com s'observa al Retaule dels sants Abdó i Senén, però en aquest cas els límits laterals estan substituïts pels dos grups de personatges que assisteixen a l'esdeveniment. S'aprofita el format apaïsat per incorporar un gran nombre de personatges, entre els quals es troben dos apòstols. En aquest cas el mur del fons és una galeria amb cinc arcs sostinguts sobre fines columnes que permeten una gran visió del paisatge del fons.
Els extrems laterals, dos panells tallats adornats amb or i entrellaçats, cadascun amb dos medallons pintats amb símbols dels evangelistes: esquerra, Sant Joan i Sant Marc, i dreta, Sant Mateu i Sant Lluc. Entre aquests símbols, a cada costat, una talla un baix relleu d'un tapí, un calçat de l'època, emblema heràldic del gremi dels sabaters.
El format ve determinat per la ubicació del panell a la predel·la que va imposar a aquesta escena de la flagel·lació un desplegament inusual en la pintura catalana del segle xv. La visió horitzontal mostra una galeria pavimentada amb lloses de pedra amb motius geomètrics, cinc pòrtics oberts a un paisatge rural amb un camí serpentejant, una casa flanquejada per una torre, una carena de turons i un cel blau, abandonant els daurats i estofats típics del gòtic per representar el cel. Al centre està Crist lligat a una columna i assotat per dos botxins. A banda i banda es representen els personatges; al costat dret, Ponç Pilat, assegut en un tron zoomòrfic adornat amb un escut amb el símbol imperial de l'àguila bicèfala i envoltat dels seus assessors. Huguet fa servir el mateix model que l'emperador Deci del Retaule dels sants Abdó i Senén o que el prefecte Dacià de la taula de la "Confessió davant Daci" del Retaule de Sant Vicenç de Sarrià, llevat que el barret de Pilat és d'estil romà d'Orient. Així mateix, respecte a aquesta taula de sant Vicenç, Huguet també repeteix els braços del tron amb cap de rapinyaire i situa a la base de la columna central de l'escena una àguila bicèfala, símbol de l'Imperi Romà d'Orient desaparegut el 1453 amb la caiguda de Constantinoble a mans dels turcs, una al·lusió al triomf del mal sobre el bé.
Al costat esquerre els espectadors, entre ells dos nens i dos apòstols amb un nimbe, probablement sant Pere, representant el penediment per la seva negació, i, segons les fonts, sant Marc, patró dels comitents, o sant Joan Baptista, en representació del conjunt d'apòstols dispersats després de trair el Mestre i abandonar-lo.
Dos àngels agenollats als peus de Crist són responsables de la recollida de la seva sang mentre un altre li eixuga el front. La presència dels àngels no és comuna en escenes d'aquest tema i es pot relacionar amb els que apareixen esporàdicament a la crucifixió. De fet, la flagel·lació s'ha considerat sovint com la prefiguració d'aquesta escena.

## Obres contemporànies
La representació del martiri en una columna interior de l'estructura de l'edifici va ser representada per Duccio di Buoninsegna a la seva Maestà, un gran retaule que va ser encarregat per a la catedral de Siena l'any 1308 i que a la seva cara posterior mostrava el cicle de la Passió de Crist en 26 taules. La composició de Duccio seria decisiva en la configuració iconogràfica occidental del passatge evangèlic.
- La flagel·lació de Duccio a la catedral de Siena
- La flagel·lació de Piero della Francesca (1455)
- La flagel·lació de Jan Polack (1490)
- La flagel·lació de Vrancke van der Stockt (final s. XV)